# Reiskių tyro pelkė
Reiskių tyro pelkė este o arie protejată (arie de protecție specială avifaunistică — SPA) din Lituania întinsă pe o suprafață de 4.054 ha, integral pe uscat.

## Localizare
Centrul sitului Reiskių tyro pelkė este situat la coordonatele 55°49′18″N 21°33′39″E / 55.8217°N 21.5608°E.

## Înființare
Situl Reiskių tyro pelkė a fost declarat arie de protecție specială avifaunistică în aprilie 2004 pentru a proteja 8 specii de animale.

## Biodiversitate
Situată în ecoregiunea boreală, aria protejată nu include niciun habitat protejat.
La baza desemnării sitului se află mai multe specii protejate de  păsări (8): acvilă țipătoare mică (Aquila pomarina), barză neagră (Ciconia nigra), erete de stuf (Circus aeruginosus), cocor (Grus grus), viespar (Pernis apivorus), ploier auriu (Pluvialis apricaria), cocoșul de mesteacăn (Tetrao tetrix tetrix), fluierar de mlaștină (Tringa glareola).